# Van Hansis

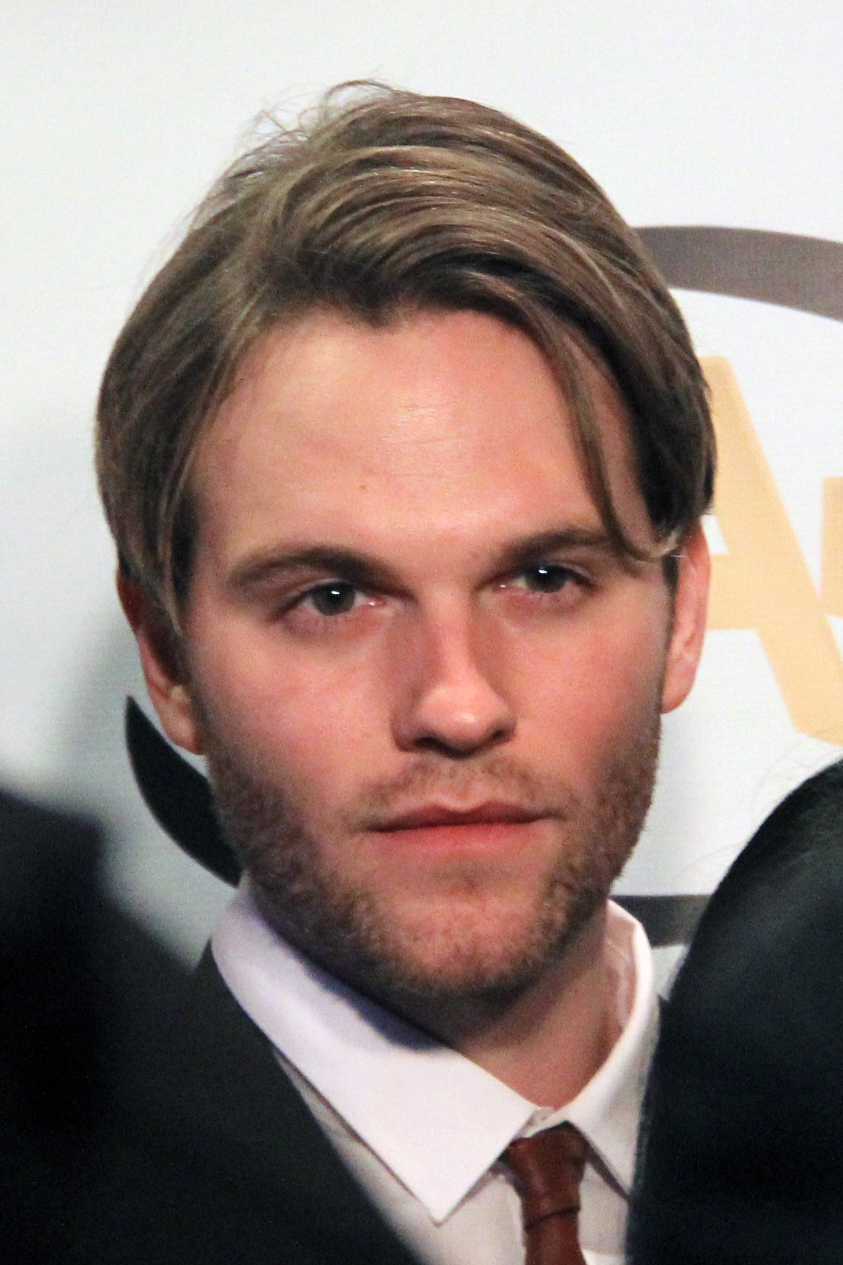
Van Hansis (2015)

Van Hansis, gebürtig Evan Vanfossen Hansis (* 25. September 1981 in North Adams, Massachusetts) ist ein US-amerikanischer Film-, Theaterschauspieler und Produzent. Von 2005 bis 2010 spielte er die Rolle des Luke Snyders in Jung und Leidenschaftlich – Wie das Lebens so spielt. Von 2012 bis 2019 spielte er die Hauptrolle Thom in der Webserie EastSiders. Seit 2020 tritt er als Produzent und Regisseur der Serie Ms. Guidance auf.

## Leben
Nach seiner Schulzeit an der Four Corners School und der Greenfield Center School in Greenfield, Massachusetts begann Hansis eine Ausbildung zum Schauspieler. Er besuchte die Carnegie Mellon University und erreichte 2004 einen Bachelor of Fine Arts. Am 14. Dezember 2005 war Hansis erstmals im Fernsehen auf dem Sender CBS zu sehen. Er spielt als Schauspieler in der US-amerikanischen Seifenoper Jung und Leidenschaftlich – Wie das Leben so spielt die Rolle des Luke Snyder, ein schwuler Mann, der sich in den Charakter Noah Mayer (gespielt vom Schauspieler Jake Silbermann) verliebt. In den Jahren 2007 bis 2009 wurde er für die Rolle des Luke Snyders jeweils für den Daytime Emmy nominiert. 2006 spielte Hansis in dem Kurzfilm The Time Machine mit. Von 2012 bis 2019 spielte Hansis in der, von Kit Williamson erdachten Serie EastSiders, die erst für Logo, dann für Vimeo und später für Netflix produziert wurde, die Rolle des Thoms und trat er dort auch als Co-Produzent auf. Seit 2020 ist er als Produzent und Regisseur in die Produktion der Serie Ms. Guidance involviert.
Hansis ist auch als Theaterschauspieler aktiv, neben einer Rolle im Stück The Laramie Project in Pittsburgh, hat er in diversen Theaterproduktionen wie On the Razzle, Twelfth Night, oder Charles Buschs Die, Mommie, Die!  von 2005 bis 2008 Rollen gespielt.
Hansis lebt offen homosexuell und seit 2007 mit dem Broadwayschauspieler Tyler Hanes zusammen.

## Filmografie (Auswahl)
Als Schauspieler:
- 2005–2010: Jung und Leidenschaftlich – Wie das Leben so spielt (As the World Turns, Fernsehserien, 440 Folgen)
- 2011: Occupant
- 2011: Psych (Fernsehserien, Folge 6x03)
- 2012: The Mentalist (Fernsehserie, Folge 4x13)
- 2012–2019: EastSiders (Fernsehserie, 29 Folgen)
- 2015: Kiss Me, Kill Me
- 2017: The Deuce (Fernsehserie, Folge 1x05)
- 2020: FBI (Fernsehserie, Folge 2x17)
- 2020: Ms. Guidance (Fernsehserie, 6 Folgen)

Als Produzent:
- 2017: EastSiders (Fernsehserie, Folge 3x01–3x03, 3x05–3x06)
- 2020: Ms. Guidance (Fernsehserie, 6 Folgen)